# Erythroxylum ferrugineum
Erythroxylum ferrugineum är en tvåhjärtbladig växtart som beskrevs av Antonio José Cavanilles. Erythroxylum ferrugineum ingår i släktet Erythroxylum och familjen Erythroxylaceae. Inga underarter finns listade i Catalogue of Life.